# Patricia Wettig
Patricia Anne Wettig (ur. 4 grudnia 1951 w Cincinnati) – amerykańska aktorka telewizyjna, teatralna i filmowa.

## Filmografia

### Filmy
- 1991: Czarna lista Hollywood jako Dorothy Nolan
- 1991: Sułtani westernu jako Barbara Robbins
- 1992: Odzyskać siebie (TV) jako Nancy Ziegenmeyer
- 1994: Złoto dla naiwnych: Z powrotem w siodle jako Barbara Robbins

### Seriale TV
- 1994: Remington Steele jako Barbara Frick
- 1995: Langoliery jako Laurel Stevenson
- 1995: Posterunek przy Hill Street jako Pani Florio
- 1997: Prawnicy z Miasta Aniołów jako Carolyn Glasband
- 1997: Frasier jako Stephanie
- 1998–1999: Lekarze z Los Angeles jako Eleanor Riggs-Cattan
- 2002: Puls miasta jako Nora Jean Flannery
- 2002–2004: Agentka o stu twarzach jako dr Judy Barnett
- 2005–2007: Skazany na śmierć jako Caroline Reynolds
- 2006–2011: Bracia i siostry jako Holly Harper
- 2015: Mroczne zagadki Los Angeles jako sędzina Virginia Ryan